# Audio Bullys

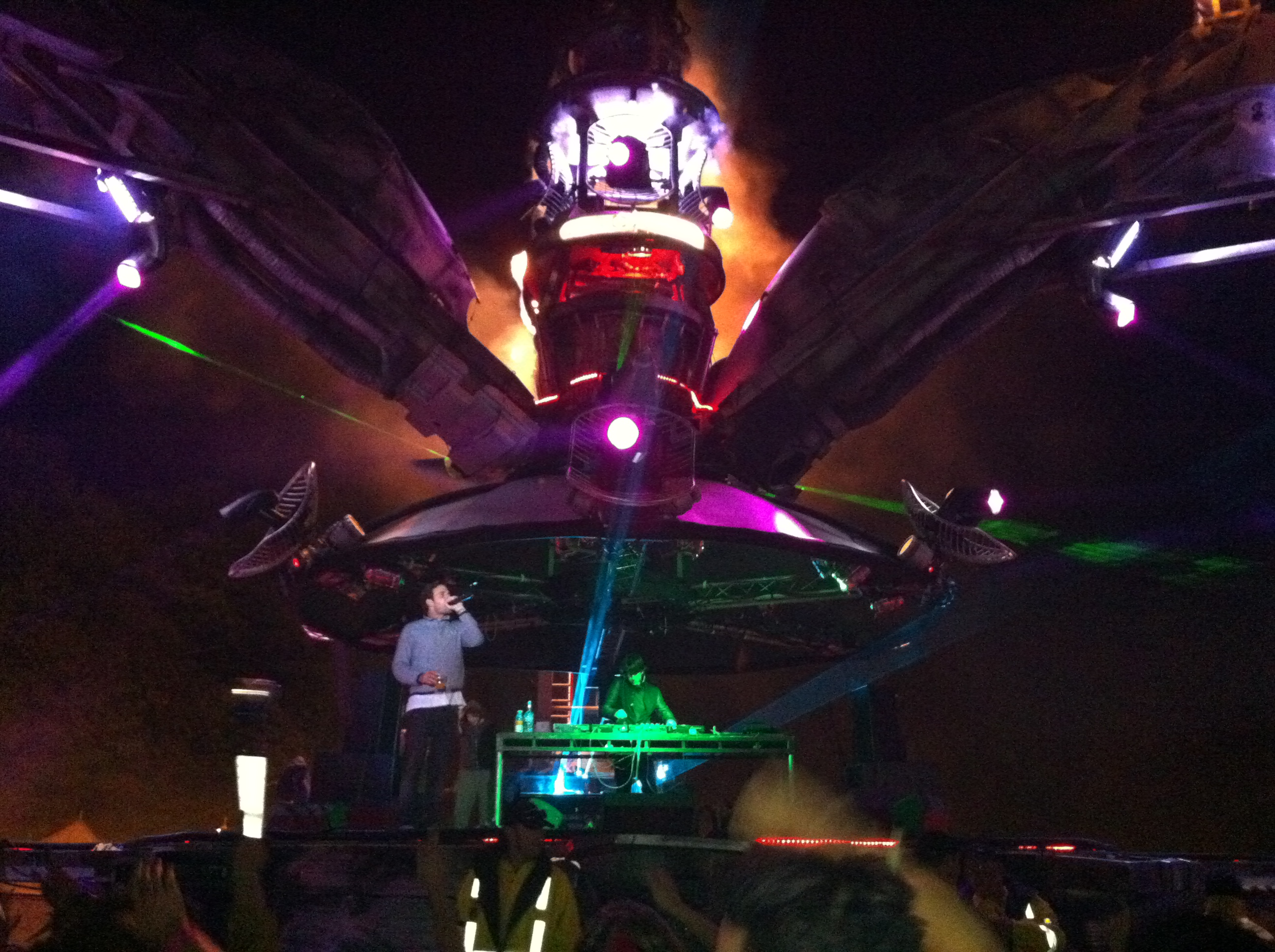
Audio Bullys concerto em Bestival 2010

Audio Bullys é um grupo de música eletrônica de Londres, Reino Unido, consistindo de Simon Franks e Tom Dinsdale. O grupo foi liderado pelo DJ e apresentador George Lamb
O duo realizou seu primeiro álbum Ego War em 2003 as críticas positivas que ajudaram a estabelecê-los como revelação na dance music. O álbum funde elementos de breaks, hip-hop, punk, garage e house com batidas inteligentes e samples.
Em 2005 eles lançaram Generation, continuação de seu primeiro álbum. Apesar de alcançar o terceiro lugar no UK Singles Chart com seu hit de 2005, "Shot You Down", o qual sampleia a versão da música "Bang Bang" de Nancy Sinatra, o álbum foi pobremente recebido. Generation foi visto como um passo à frente do que foi feito em Ego War atraindo devido ao ritmo que é mais calmo e um número de trilhas downbeat. Em uma entrevista em 2008, Simon Franks segeriu que ouvissem sua gravadora, Virgin, muito:
"Nós nunca devemos ter ouvido nada do tipo". "A Virgin admitiu que não souberam introduzir no mercado a house music, e nos transformou lentamente fazendo desse álbum mais lento. O estranho é, Shot You Down foi o grande hit, faixa de old-school club, mas que foi seguida por um temperamento, dark record. Isso confundiu todos."
Nas gravações do Generation, o grupo trabalhou com Suggs do Madness participando da faixa "This Road".
Seu novo álbum, Higher Than The Eiffel, será feito em 2010.

## Discografia

### Álbuns
- Ego War (2003) #19 UK
- Generation (2005) #33 UK
- Higher Than The Eiffel (2010)

### EPs
- Audio Bullys EP (2002)
- Snake (2004) #45 UK Indie

### Singles
Do Ego War:
- "We Don't Care" (2003) #15 UK
- "The Things"/"Turned Away" (2003) #22 UK
- "Way Too Long" (2003)

Do Generation:
- "Shot You Down" (featuring Nancy Sinatra) (2005) #3 UK. # 18 AUS
- "I'm In Love" (2005) #27 UK
- "All Sing Along" (featured in Microsoft Zune ad)

Do Higher Than The Eiffel:
- "Only Man" (2010)

Non-album single
- "Drop It" (2006) #200 UK
- "Flickery Vision EP" (2007)
- "Let The Beats Roll" (featuring Tim Deluxe)
- "Gimme That Punk" (2008)  - This was also featured as the trailer to the massively multiplayer online game APB (video game)
- "Dope Fiend" (2008)

### Compilações/Mixed CDs
- "Hooligan House: The Sound of 2003" (2002) (Muzik Magazine Mix CD)
- "Back to Mine" (2004)

Convidados:
- "Break Down The Doors" (Morillo featuring Audio Bullys) (2004) #44 UK
- "Sunshine" (Morillo featuring Audio Bullys) (2004)

### Remixes
- The Prodigy - "Out of Space"
- Armand van Helden Ft. Fat Joe - "Touch Your Toes"
- Cassius - "The Sound Of Violence"